# 110625 Feryalözel
110625 Feryalözel è un asteroide della fascia principale. Scoperto nel 2001, presenta un'orbita caratterizzata da un semiasse maggiore pari a 2,7709985 au e da un'eccentricità di 0,0210473, inclinata di 0,49263° rispetto all'eclittica.